# Бакарі Коне (буркінійський футболіст)
Бакарі́ Коне́ (фр. Bakary Koné; нар. 27 квітня 1988, Уагадугу, Буркіна-Фасо) — буркінійський футболіст, захисник, фланговий півзахисник індійського клубу «Керала Бластерс» та національної збірної Буркіна-Фасо.

## Клубна кар'єра
У дорослому футболі дебютував 2005 року виступами за команду «Етуаль Філант», в якій провів два сезони, взявши участь у 37 матчах чемпіонату. 
2007 року перебрався до Франції, приєднавшись до команди «Генгам». 2009 року допоміг команді здобути тогорічний Кубок країни.
Протягом 2011–2016 років захищав кольори «Ліона», після чого перебрався до Іспанії, де в сезоні 2016/17 захищав кольори «Малаги». У цій команді не зміг пробитися до основного складу і повернувся до Франції, де протягом сезону на правах оренди захищав кольори «Страсбура».
Згодом по одному сезону провів у турецькому «Анкарагюджю» та російському «Арсеналі» (Тула).
2020 року уклав контракт з індійським «Керала Бластерс».

## Виступи за збірну
2006 року дебютував в офіційних матчах у складі національної збірної Буркіна-Фасо. Протягом 2010-х років був у складі національної команди учасником п'яти розіграшів Кубка африканських націй, найкращим з яких для буркінійських футболістів був турнір 2013 року, на якому вони здобули срібні нагороди.

## Досягнення
«Генгам»
- Володар Кубка Франції (1): 2008/09

«Ліон»
- Володар Кубка Франції (1): 2011/12
- Володар Суперкубка Франції (1): 2012

Буркіна-Фасо
- Срібний призер Кубка африканських націй: 2013
- Бронзовий призер Кубка африканських націй: 2017